# Juan Guaidó
Juan Gerardo Guaidó Márquez (La Guaira, 28 de julho de 1983) é um engenheiro e político venezuelano. Foi deputado Nacional pelo estado de Vargas e ainda serviu como presidente da Assembleia Nacional da Venezuela, sendo o mais jovem a ocupar o cargo. Em 23 de janeiro de 2019 autoproclamou-se Presidente da Venezuela, iniciando uma nova crise política no país. Em dezembro de 2022 a oposição venezuelana anunciou que estava destituíndo Guaidó como seu líder e autoproclamado presidente do país.
Logo após a autoproclamação Guaidó foi prontamente reconhecido como "presidente interino" por vários países, incluindo os Estados Unidos, o Brasil e outros do chamado "Grupo de Lima" e União Europeia Todavia, no dia 21 de janeiro de 2019, o Supremo Tribunal de Justiça da Venezuela declarou inválida a junta parlamentar da Assembleia Nacional, presidida por Guaidó, considerando nulos todos os atos aprovados pela Casa desde 5 de janeiro. O presidente Nicolás Maduro também rejeitou a declaração de Guaidó como "presidente interino da Venezuela" e afirmou que ainda era o presidente, o que levou a Venezuela a romper em definitivo as relações com os Estados Unidos. Guaidó também foi dirigente do partido Voluntad Popular.
Domesticamente Guaidó propôs o Plan País (que tentaria revitalizar a economia da nação), uma nova lei de anistia para militares e autoridades que se voltassem contra o governo Maduro, tentativas de entregar ajuda humanitária ao país e bônus sociais para profissionais de saúde durante a pandemia de COVID-19.
Internacionalmente Guaidó obteve o controle de alguns ativos venezuelanos e propriedades nos Estados Unidos, teve sucesso em uma batalha legal pelo controle de £ 1,3 bilhão em reservas de ouro venezuelano no Reino Unido e até nomeou diplomatas reconhecidos por governos estrangeiros que o apoiavam.

## Vida pessoal
Graduou-se no Instituto de Bacharelado "Los Corales" em 2000, depois de superar a tragédia vivida pelos varguenses no ano 1999. Em 2007 concluiu seus estudos universitários na Universidade Católica Andrés Bello de Caracas, obtendo o título de Engenheiro industrial. Após concluir os seus estudos universitários dedicou-se a continuar a sua formação, obtendo dois graus de pós-graduação, ambos em gestão pública, um pela George Washington University/UCAB e outro pelo Instituto de Estudos Superiores em Administração. Foi representante da Faculdade de Engenharia ante o Conselho Geral de Representantes Estudantis (COGRES). Foi membro da cátedra de honra e do programa de liderança da George Washington University. Dentre muitas atividades acadêmicas que realizou exerceu o cargo de secretário geral do COGRES, do qual é também membro fundador.
Guaidó participou ativamente do Centro de Estudantes de Engenharia como membro diretor.
É casado com Fabiana Rosales, com quem tem uma filha chamada Miranda. Atualmente reside em Macuto, Vargas. É oriundo da freguesia de Caraballeda.

## Carreira política

### Movimento estudantil
Em 2007 Guaidó foi líder do movimento estudantil e um dos líderes estudantis durante os protestos contra a não renovação da concessão da RCTV e o referendo constitucional venezuelano nesse mesmo ano. Ainda no mesmo ano pertenceu ao movimento estudantil junto com outras figuras como Yon Goicoechea, Juan Requesens, Stalin González, Miguel Pizarro Rodríguez e Freddy Guevara. Em 2009 tornou-se membro fundador do partido nacional Voluntad Popular com um grupo de jovens e Leopoldo López, do qual é atualmente coordenador do estado de Vargas e coordenador nacional do partido.

### Gestão como deputado
Nas eleições de 2010 foi eleito deputado suplente de Bernardo Guerra para o período de 2011 a 2016. Em 24 de junho de 2015 é confirmado por Freddy Guevara, coordenador nacional do Voluntad Popular, como o principal candidato a deputado à Assembleia Nacional pela Mesa da Unidade Democrática (MUD) representando à circunscrição N° 1 do Estado Vargas junto a Milagres Eulate. No entanto a colega de circunscrição de Guaidó seria Fabiola Colmenares, pré-candidata do partido, que perdeu nas primárias. Nas eleições que ocorreram em 6 de dezembro desse mesmo ano foi eleito deputado com 97.492 votos (26,01%), assumindo o cargo em 5 de janeiro de 2016.
Como parlamentar foi designado deputado suplente ao Parlamento Latino-Americano (PARLATINO) e vice-presidente da Comissão Permanente de Política Interior da Assembleia Nacional da Venezuela, em 2016. Em 2017 passa a ser presidente da Comissão Permanente de Controladoria da Assembleia Nacional da Venezuela. Já em 2018 é eleito como chefe da maioria opositora parlamentar.

### Presidência da Assembleia Nacional
Em dezembro de 2018 é confirmado pelos membros de seu apoio político como presidente do órgão legislativo para o período de 5 de janeiro de 2019 até 5 de janeiro de 2020. De modo semelhante são confirmados também o primeiro vice-presidente, Edgar Zambrano, atual chefe da bancada do partido Acción Democrática (AD) e Stalin González, do partido Un Nuevo Tiempo (UNT), como segundo vice-presidente.
Em seu discurso como novo presidente do parlamento falou sobre os presos políticos, sobre a crise geral que enfrenta a Venezuela, da corrupção, do êxodo venezuelano e de outros problemas importantes do país. Guaidó confirmou que a Assembleia Nacional não reconheceria o governo de Nicolás Maduro iniciado a partir de 10 de janeiro, quando se iniciaria mais um período de governo, recordando que desse dia em diante o órgão legislativo será o único poder legítimo que o povo da Venezuela teria.

### Autoproclamado Presidente da Venezuela

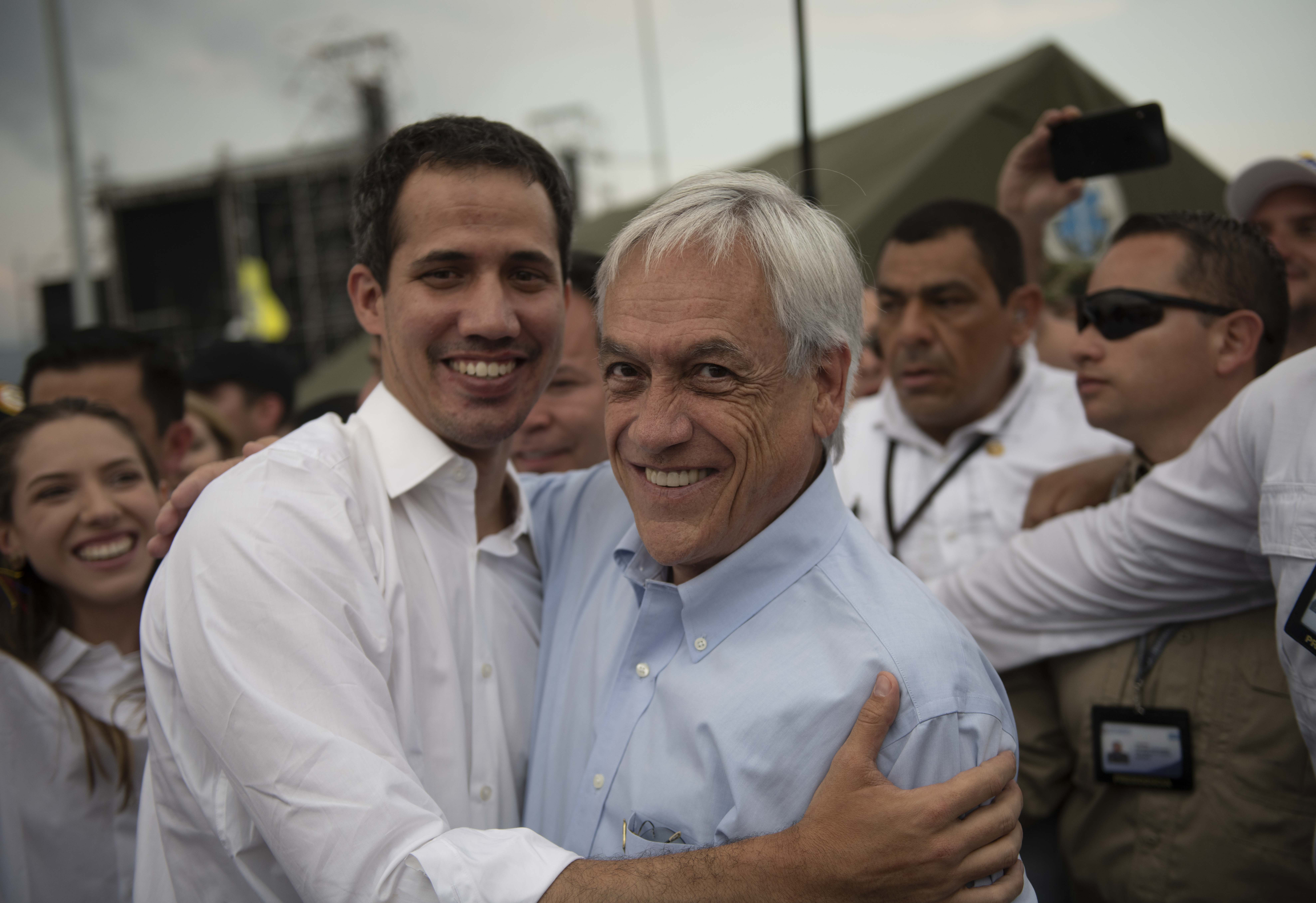
Juan Guaidó com o presidente do Chile, Sebastián Piñera, no concerto Música para a Venezuela: Ajuda e Liberdade (2019)

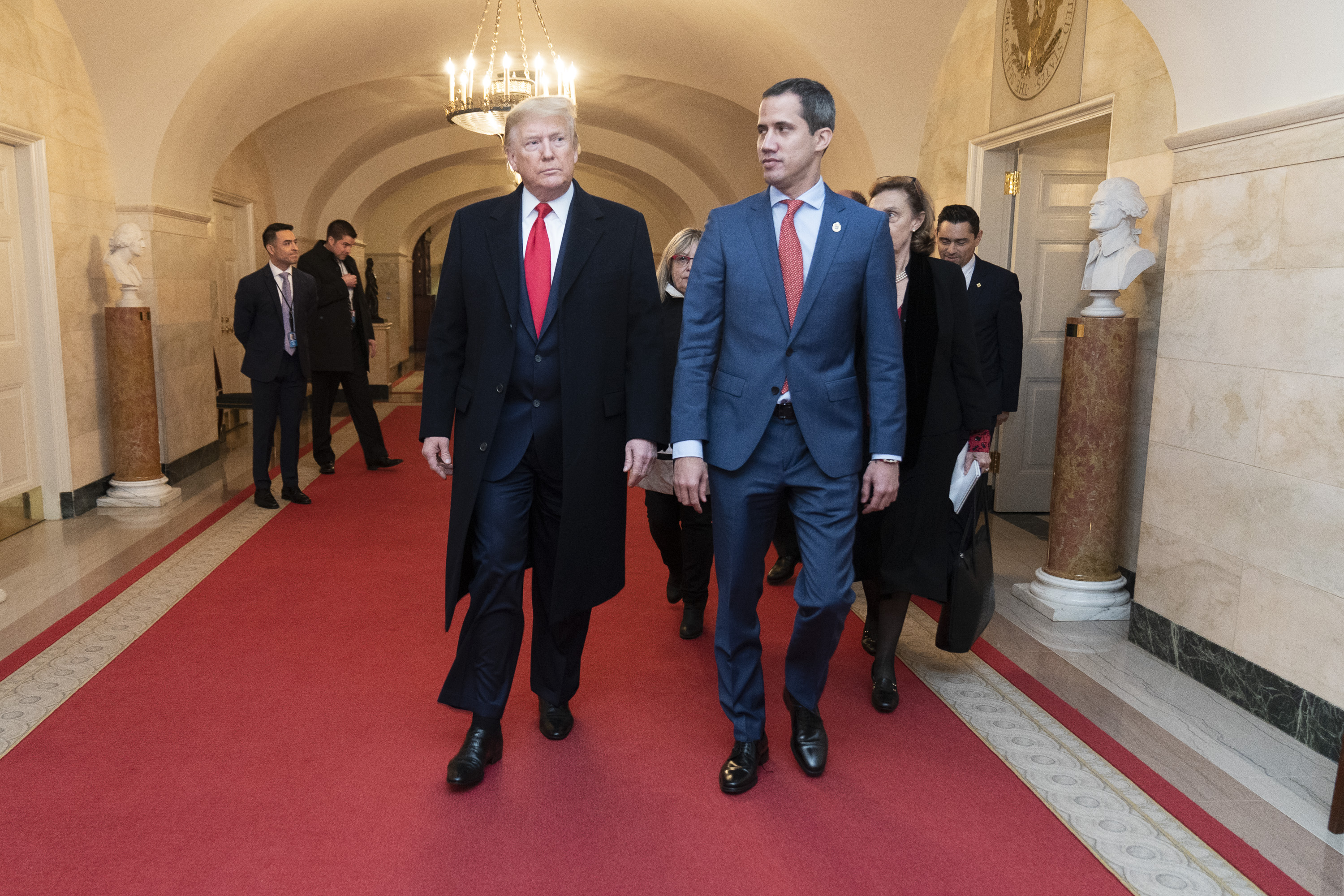
Guaidó e Donald Trump na Casa Branca, em fevereiro de 2020

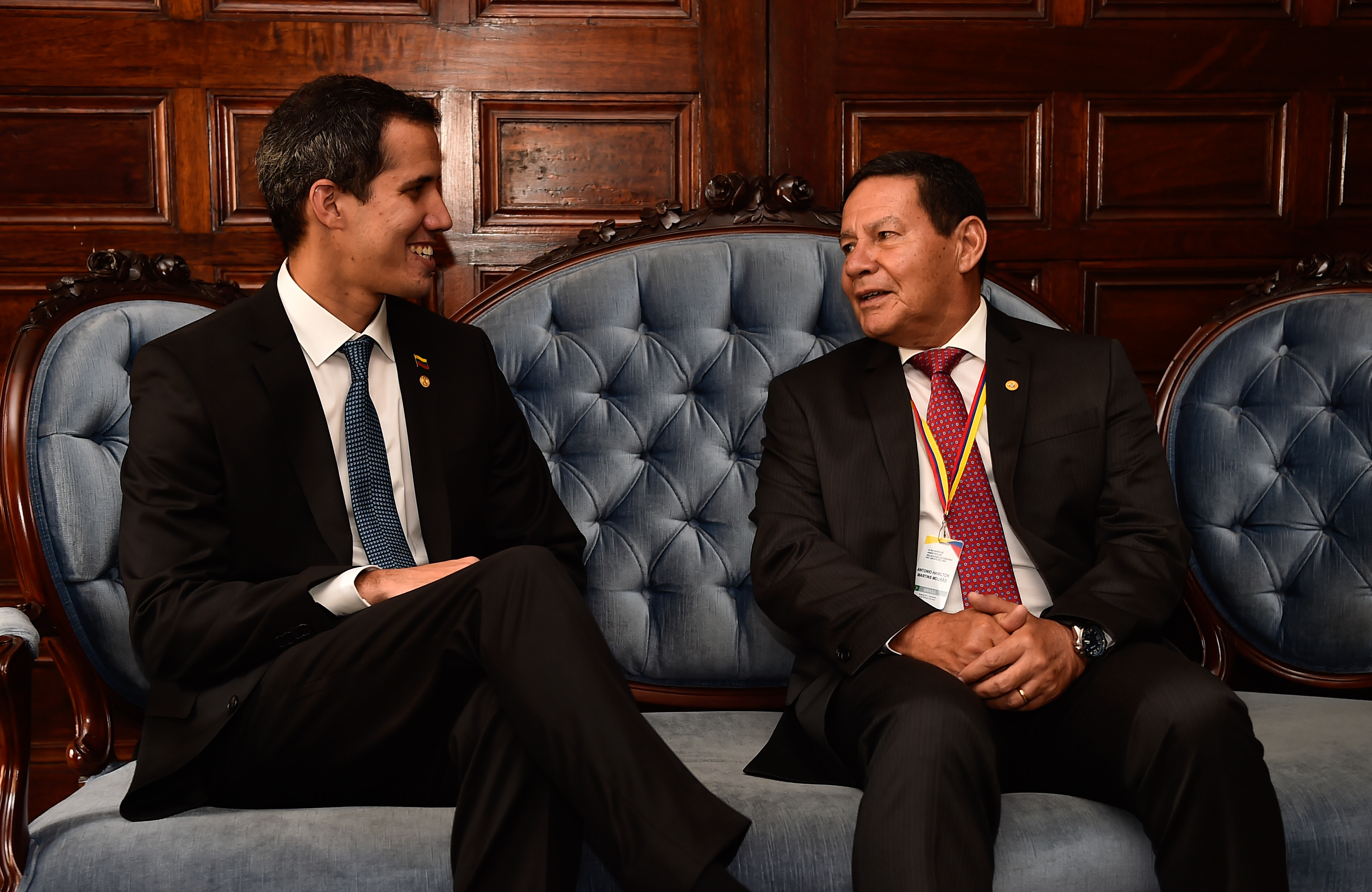
Guaidó e Mourão, em 2019

Depois do que ele e outros parlamentares descreveram como a "ilegítima" a posse de Nicolás Maduro em 10 de janeiro de 2019, Guaidó anunciou que ele iria disputar a reivindicação de Maduro. No dia seguinte ele organizou um comício, no qual a Assembleia Nacional anunciou que ele tinha assumido o cargo de Presidente e que eles continuariam a planejar a remoção de Maduro. 
Em 13 de janeiro de 2019 Guaidó foi preso pelo Serviço Bolivariano de Inteligência Nacional. No mesmo dia foi solto e novamente se declarou como presidente em exercício da Venezuela.
No dia 23 de janeiro de 2019 Guaidó se declarou perante o povo venezuelano em Caracas o presidente da Venezuela e foi reconhecido como presidente interino do país pelo presidente dos Estados Unidos, Donald Trump, logo em seguida. O presidente do Brasil, Jair Bolsonaro, e vários outros países de todo o mundo também reconheceram Juan Guaidó como presidente interino.
Logo depois outros diversos países europeus e de outras partes do mundo declararam apoio a Juan Guaidó, entre eles Espanha, Alemanha, França, Reino Unido e Israel.

### Dissolução do governo interino
Em 22 de dezembro de 2022 a oposição venezuelana realizou uma votação inicial para remover o governo interino de Guaidó de sua liderança. A medida foi aprovada, mas sujeita a nova votação. Em 30 de dezembro de 2022, três dos quatro principais partidos políticos (Primeira Justiça, Ação Democrática e Uma Nova Era) apoiaram uma reforma do Estatuto de Transição para a Democracia para dissolver o governo interino e criar uma comissão de cinco membros para administrar o patrimônio estrangeiro. A emenda foi votada pela oposição na Assembleia Nacional enquanto os deputados buscavam uma estratégia unida antes das eleições presidenciais marcadas para 2024. A reforma foi aprovada com 72 votos a favor, 29 contra e 8 abstenções.

## Agressões físicas
Em 28 de junho de 2017 Juan Guaidó foi agredido por efetivos da Guarda Nacional Bolivariana durante uma marcha na Avenida Francisco de Miranda. O deputado recebeu tiros de balas de borracha nas costas e no pescoço. Mesmo assim ele expressou sua rejeição à repressão policial.

## Tentativa de golpe contra o governo Maduro
No dia 3 de maio de 2020 o governo Venezuelano anuncia que frustrou uma tentativa de invasão vinda da Colômbia, na costa marítima da cidade de Macuto, onde ocorreu um confronto deixando 8 mortos e 16 presos. O ex-militar americano Jordan Goudrou, proprietário da empresa de segurança Silvercorp, admitiu que planejou uma operação militar contra Maduro chamada de "Operação Gedéon", onde nesta operação dois ex-militares americanos contratados pela Sivercop participaram da tentativa de assalto. Dados divulgados por veículos de comunicação dizem que após os EUA ofereceram uma recompensa de US$ 15 milhões pala prisão de Maduro, acusando o presidente  de "narcoterrorismo", surgiram supostos esquemas para a captura do líder do Palácio de Miraflores, com dezenas de empresas de segurança envolvidas nos planos.
Ao decorrer destas ação surgem acusações contra Guaidó, dizendo que o mesmo estava envolvido diretamente com o atentado contra o governo venezuelano. O ex-chefe do comitê de estratégia de Juan Guaidó, Juan Rosé Rendón, numa entrevista a CNN en Espanhol, disse que negociou planos com mercenários da Silvercorp para a captura de Maduro.
Guaidó negou qualquer envolvimento ou responsabilidade dele ou da sua equipe na Operação Gideon. Maduro afirmou que suas forças sabiam tudo sobre a operação, apesar de não haver evidências diretas de contato próximo entre o mercenário Jordan Goudreau e o primeiro governo Trump ou qualquer pessoa próxima a ele.